# نيك زيسلوفت
نيك زيسلوفت (بالإنجليزية: Nick Zeisloft)‏ مواليد 18 ديسمبر 1992 في لا غرانت، هو لاعب كرة سلة أمريكي. بدأ مسيرته الاحترافية في سنة 2016. يلعب مع فورت واين ماد أنتس في دوري الرابطة الوطنية لفئة التطوير. يحمل الرقم 15. يبلغ طوله 6 قدم 4 بوصة (1.9 م).

## روابط خارجية
- نيك زيسلوفت على موقع سبورتس رفرنس (الإنجليزية)
- نيك زيسلوفت على موقع الدوري الإسباني لكرة السلة (الإسبانية)
- نيك زيسلوفت على موقع كرة السلة الأوروبية.كوم (الإنجليزية)
- نيك زيسلوفت على موقع DraftExpress.com (الإنجليزية)
- نيك زيسلوفت على موقع إي إس بي إن.كوم (الإنجليزية)
- نيك زيسلوفت على موقع كلية كرة السلة في سبورتس رفرنس.كوم (الإنجليزية)
- نيك زيسلوفت على موقع ريلجم (الإنجليزية)
- نيك زيسلوفت على موقع بروبوليرز (الإنجليزية)
- نيك زيسلوفت على موقع سبورتس رفرنس (الإنجليزية)
- نيك زيسلوفت على موقع سبورتس رفرنس (الإنجليزية)